# Doctorand
Doctorand (acronim drd.) este denumirea calității științifice a unei persoane admise la studii doctorale, pe întreaga perioadă de desfășurare a acestora – de la înmatricularea în ciclul de studii de doctorat până la susținerea publică a tezei de doctorat: Această calitate este asimilată celei de asistent de cercetare pe perioada programului de pregătire universitară avansată și de cercetător științific pe perioada programului de cercetare științifică.